# Кёрк, Роланд
Рахсаан Роланд Кёрк (7 августа 1935, Колумбус (Огайо), США — 5 декабря 1977, Блумингтон (Индиана), США) — слепой американский джазмэн, мультиинструменталист, освоивший тенор-саксофон, флейту и многие другие инструменты. Кёрк ослеп в два года из-за неудачного лечения. Он стал популярен благодаря демонстрируемым на сцене неистовой жизненной силе, виртуозным импровизациям, комичности, политическим разглагольствованиям, а также способности играть на нескольких инструментах одновременно.

## Инструменты и техника игры

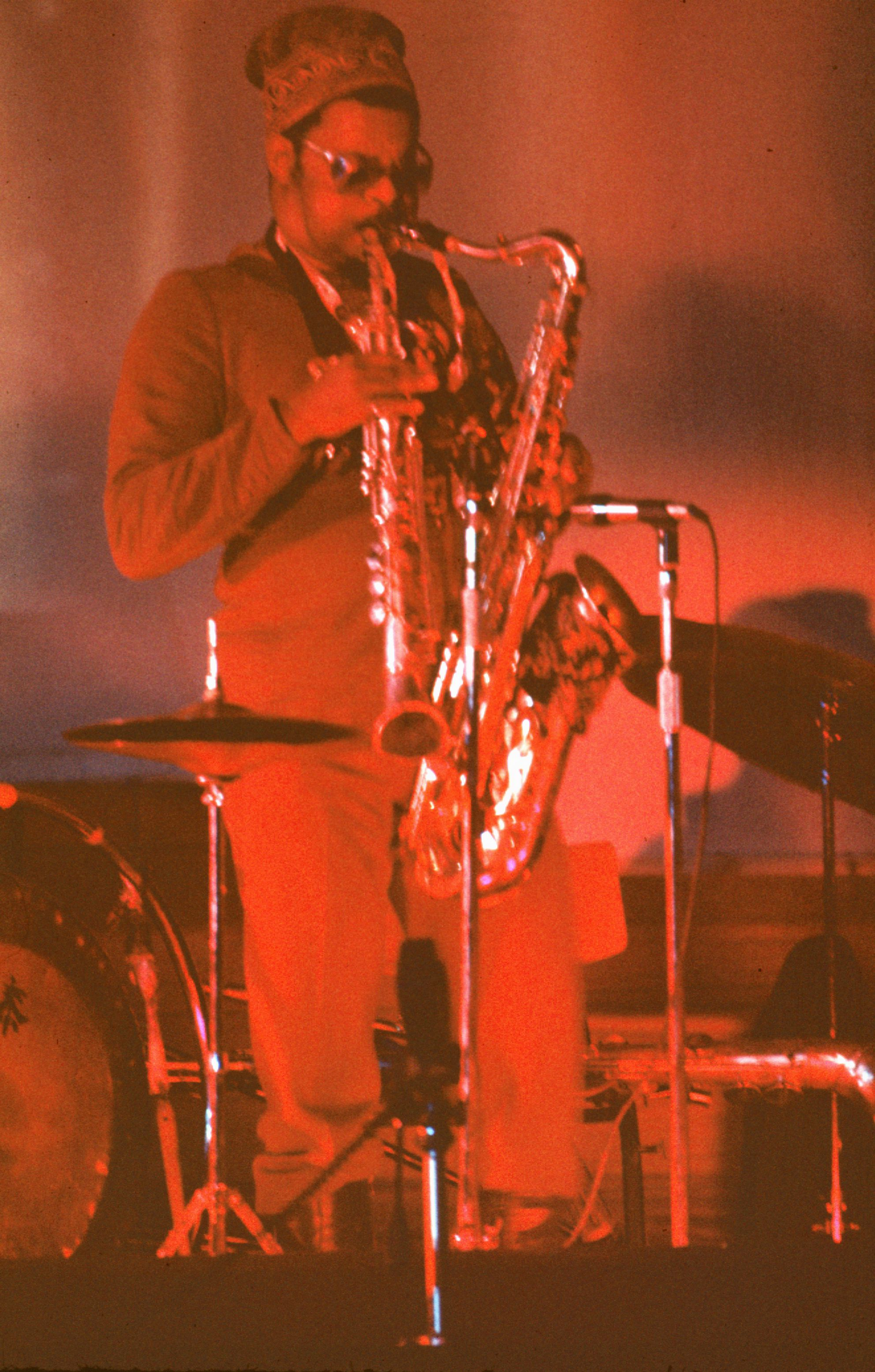
19720100 RolandKirk KT 06

Его манера игры была приобретена в соул-джазе и хард-бопе, но постижение джаза позволило Кёрку заимствовать элементы многих стилей прошлого, начиная с  рэгтайма и заканчивая свингом и фри-джазом. Помимо влияния классической музыки, в его выступлениях были заметны элементы стиля таких поп-исполнителей, как Смоки Робинсон и Берт Бакарак, Дюк Эллингтон, Джон Колтрейн . Альбом Bright Moments (1973) — яркий пример подобного сплава.
Кёрк играл на множестве саксофонов, кларнетов и флейт. Основной инструмент — тенор-саксофон — дополнялся двумя стрич-саксофонами (альт-саксофон без характерного купола) и манзелло (модифицированный сопрано-саксофон с увеличенным перевернутым куполом). Музыкант использовал множество экзотических и самодельных инструментов. Кёрк модифицировал инструменты в соответствии с присущей ему техникой игры.
Как правило, он появлялся на сцене с тремя инструментами на шее и время от времени играл на них одновременно, гармонизируя или круговой игрой создавая характерную полифонию и по сути заменяя всю саксофонную секцию. Кёрк считал, что он только пытался воспроизвести те звучания, которые слышал в своей голове.
Музыкант зарекомендовал себя в качестве влиятельного флейтиста. Он задействовал несколько собственных техник: не только дул во флейту, но и пел в неё, использовал перекрестное взаимствование стилей игры на разных флейтах.
Он играл на кларнете, гармонике, английском рожке, держал неподалеку свисток и гонг, неплохо владел трубой (применяя саксофонный мундштук). Кроме того, задействовал такие «немузыкальные» предметы, как будильники, сирены, садовые шланги. В его студийных записях манипуляции с плёнкой и элементы конкретной музыки появились прежде, чем получили широкое и открытое распространение.

## Смерть
Он умер от своего второго инсульта в 1977 году, на следующее утро после выступления в зале  студенческого союза Университета Индианы в Блумингтоне.

## Дискография

### В качестве лидера
King Records
- 1956: Triple Threat

Argo/Cadet/Chess Records
- 1960: Introducing Roland Kirk

Prestige Records
- 1961: Kirk's Work

Mercury Records
- 1961: We Free Kings
- 1962: Domino
- 1963: Reeds and Deeds
- 1964: The Roland Kirk Quartet Meets the Benny Golson Orchestra
- 1964: Kirk in Copenhagen
- 1964: Gifts and Messages

Limelight Records
- 1964: I Talk with the Spirits
- 1965: Slightly Latin
- 1965: Rip, Rig and Panic

Verve Records
- 1967: Now Please Don't You Cry, Beautiful Edith

Atlantic Records
- 1965: Here Comes the Whistleman
- 1967: The Inflated Tear
- 1968: Left and Right
- 1969: Volunteered Slavery
- 1970: Rahsaan Rahsaan
- 1971: Natural Black Inventions: Root Strata
- 1972: Blacknuss
- 1972: A Meeting of the Times
- 1973: Prepare Thyself to Deal With a Miracle
- 1973: Bright Moments
- 1975: The Case of the 3 Sided Dream in Audio Color
- 1976: Other Folks' Music

Warner Bros. Records
- 1976: The Return of the 5000 Lb. Man
- 1977: Kirkatron
- 1977: Boogie-Woogie String Along for Real

Posthumous releases of new material
- I, Eye, Aye: Live at the Montreux Jazz Festival, 1972 (Rhino)
- The Man Who Cried Fire (Night)
- Dog Years in the Fourth Ring (32 Jazz)
- Compliments of the Mysterious Phantom (Hyena)
- Brotherman in the Fatherland: Recorded  Live  in Germany 1972 (Hyena)

Compilations
- Hip: Roland Kirk Various Mercury Recordings(Fontana U.K. FJL 114)
- Rahsaan: The Complete Mercury Recordings Of Roland Kirk
- Does Your House Have Lions: The Rahsaan Roland Kirk Anthology
- Simmer, Reduce, Garnish and Serve: compilation from his last three albums
- Talkin' Verve: Roots of Acid Jazz
- The Art of Rahsaan Roland Kirk
- Third Dimension and Beyond combines Triple Threat and Introducing Roland Kirk
- Left Hook, Right Cross combines Volunteered Slavery and Blacknuss
- Aces Back to Back combines Left & Right, Rahsaan Rahsaan, Prepare Thyself to Deal With a Miracle, and Other Folks' Music
- A Standing Eight combines The Return of the 5000 Lb. Man, Kirkatron and Boogie-Woogie String Along for Real
- Only The Best Of Rahsaan Roland Kirk Volume 1 combines Blacknuss, The Case of the 3 Sided Dream in Audio Color, The Inflated Tear/Natural Black Inventions: Root Strata, Kirkatron, Boogie-Woogie String Along for Real, and Other Folks' Music (7CD)

### В качестве сайдмэна
C Яки Байардом
- The Jaki Byard Experience (Prestige, 1968)

c Табби Хейсом
- Tubby's Back in Town (Smash, 1962)

c Роем Хэйнсом
- Out of the Afternoon (Impulse!, 1962)

c Куинси Джонсом
- Big Band Bossa Nova (Mercury, 1962)
- Quincy Jones Explores the Music of Henry Mancini (Mercury, 1964)
- Walking in Space (CTI, 1969)

c Лесом МакКанном
- Live at Montreux (Atlantic, 1972)

c Чарльзом Мингусом
- Tonight at Noon (Atlantic, 1961 [1964])
- Oh Yeah (Atlantic, 1962)
- Mingus at Carnegie Hall (Atlantic, 1974)

c Томми Пелтье
- The Jazz Corps Under the Direction of Tommy Peltier (Pacific Jazz, 1967)